# 楊增輝
楊增輝，雲南省臨安府蒙自縣人，清朝政治人物、同進士出身。
光緒十二年（1886年），参加光緒丙戌科殿試，登進士三甲103名。同年五月，著交吏部掣签，分发各省以知县即用。光緒二十八年（1904年）授山東海豐知縣。